# نهائي كوبا ليبرتادوريس 1983
نهائي كأس ليبرتادوريس 1983 هو النهائي الخامس والأربعون من بطولة كأس ليبرتادوريسلتحديد بطل كوبا ليبرتادوريس دي أمريكا . تنافس عليها نادي غريميو البرازيلي ونادي بينارول الأوروغواياني. أقيمت مباراة الذهاب في 22 يوليو على ملعب سينتيناريو في مونتيفيديو وأقيمت مباراة الإياب في 28 يوليو في ملعب أوليمبيكو مونومينتال في بورتو أليغري.
انتهت المباراة الأول بالتعادل 1-1، وتُوج غريميو بطلاً بعد فوزه في مباراة الإياب 2-1. 

## الفرق المتأهلة
| فريق    | مشاركات سابقة (الخط الغليظ يشير إلى فوز)         |
| ------- | ------------------------------------------------ |
| بينارول | 7 ( 1960 ، 1961 ، 1962 ، 1965، 1966 ، 1970، 1982 |
| غريميو  | -                                                |